# Геоинформационные технологии
Геоинформацио́нные техноло́гии (ГИТ) — это технологический комплекс, интегрирующий и объединяющий многие информационные технологии. Их специфика состоит в ориентации на обработку пространственных данных. Пространственные данные могут интегрироваться с другими видами данных, что определяет ГИТ как многоцелевое средство применяемое не только в науках о Земле, но и в общественных науках, экономике, информатике, медицине, управлении и т. п.

## Составные части геоинформационных технологий
Составными частями геотехнологии являются: исходный объект, ресурсы (финансовые, трудовые, материальные, информационные и др.), цель преобразования, правила преобразования [7].

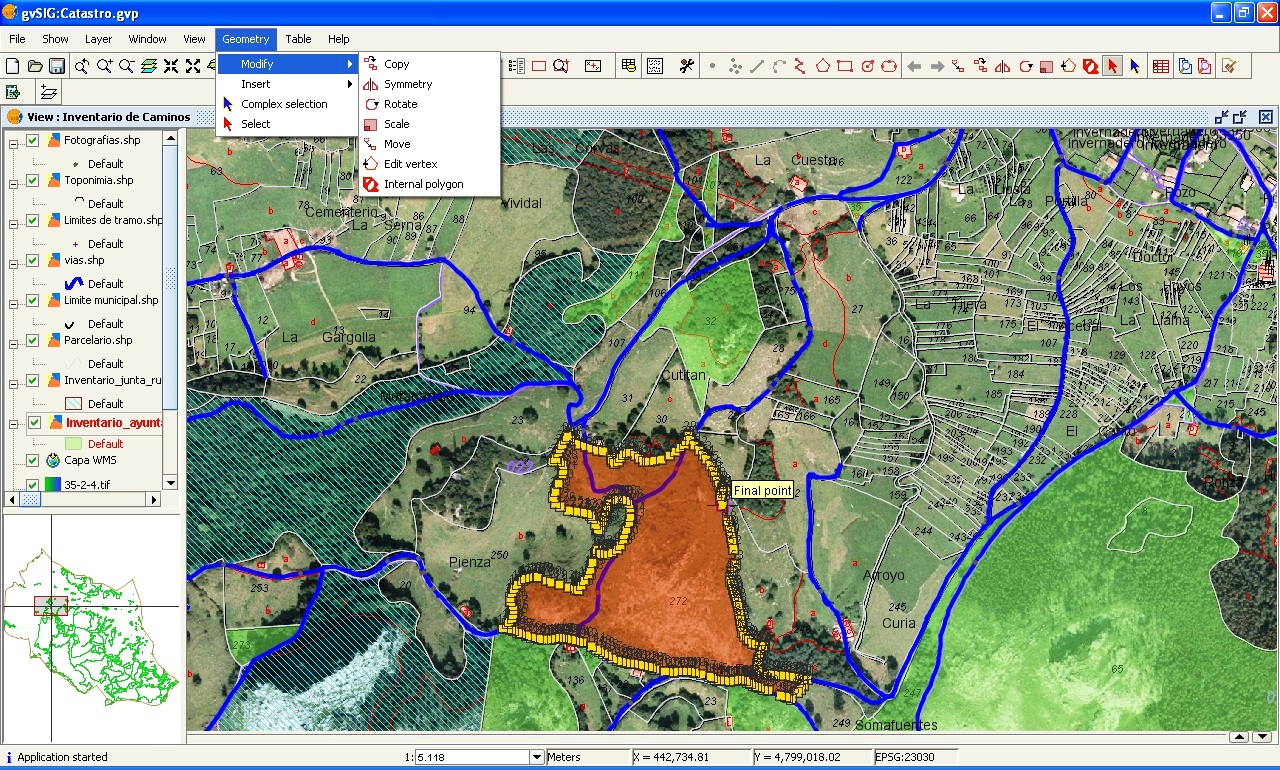
Редактирование слоя в системе gvSIG

Геоинформационная система (географическая информационная система, ГИС) — система сбора, хранения, анализа и графической визуализации пространственных (географических) данных и связанной с ними информации о необходимых объектах.
Понятие геоинформационной системы также используется в более узком смысле — как инструмента (программного продукта), позволяющего пользователям искать, анализировать и редактировать как цифровую карту местности, так и дополнительную информацию об объектах (например, высоту здания).
Геоинформационная система может включать в свой состав пространственные базы данных (в том числе, под управлением универсальных СУБД), редакторы растровой и векторной графики, различные средства пространственного анализа данных. Применяются в картографии, геологии, метеорологии, землеустройстве, экологии, муниципальном управлении, транспорте, экономике, обороне и многих других областях. Научные, технические, технологические и прикладные аспекты проектирования, создания и использования геоинформационных систем изучаются геоинформатикой.

## История
Начало развития — с 1960-х годов, вместе с появлением и развитием первых информационных систем (ИС).
Инвестиции в инфраструктуру и сервисы Интернета вызвали бурный рост отрасли ИТ в конце 1990-х годов.
Технология включает комплекс научных и инженерных знаний, воплощённых в приёмах труда, наборах материальных, технических, энергетических, трудовых и других факторов производства, способах их соединения для создания продукта или услуги, отвечающих определенным требованиям или стандартам [13]. Технология связана с объектом и системой и воздействует на систему. Система может иметь множество состояний. Состояние — это системная характеристика. Изначально имеется исходное состояние системы. Под воздействием технологии система переходит в результирующее состояние.
Составными частями технологии являются: исходный объект, ресурсы (финансовые, трудовые, материальные, информационные и др.), цель преобразования, правила преобразования [7]. Информационные технологии связаны с преобразованием информации и данных [4].
Геоинформационные технологии (ГИТ) — разновидность информационных технологий, связанных со сбором, обработкой, хранением, представлением и передачей геоинформации и геоданных [2, 15-16].
Ресурсами ГИТ являются геоданные, геоинформация, геоинформационные системы [24].
Геоданные (пространственно-распределённые данные, пространственные) вводятся в компьютеры с устройств ввода в результате технологически переработанных пространственно-распределенных сигналов. Под термином «геоданные» обычно понимают пространственно-временные данные, отражающие свойства объектов, процессов и явлений, происходящих на Земле. Однако, действия могут проходить не только на Земле, а и в космосе и на других планетах, поэтому с нашей точки зрения, более удачный термин пространственно-распределённые данные [4, 6, 15-16].
Геоинформация является результатом дальнейшего преобразования геоданных. Это соответствует известной модели DICW. На этом этапе преобразования уменьшаются избыточные данные и погрешности. Тесно связана с геоинформацией и ГИТ геоинформационная система.
Геоинформационная система (географическая информационная система, ГИС) — система сбора, хранения, обработки, анализа и графической визуализации пространственных данных (геоданных) и связанной с ними информации о необходимых объектах [4, 6, 8, 18-16]. ГИС могут быть статистическими и динамическими. В последнем случае геоданные должны также иметь временную составляющую [21, 22].
Объектами обработки в геоинформационных технологиях и геоинформационных системах являются геоданные и геоинформация. Объектами исследования в геоинформационных технологиях и геоинформационных системах являются социально экономические объекты, пространственные объекты, природные объекты, геотехнические объекты.
Между объектами могут быть установлены устойчивые и неустойчивые связи. Устойчивые связи позволяют создать структуру. Структура может быть различной: матричной, сетецентрической, иерархической, сетевой, бинарной, гомогенной и гетерогенной.
Важным элементом технологии является цель. Цель преобразования диктует направление развития технологии, хотя технологии могут развиваться и в силу самосовершенствования сложных систем.
Первыми информационными технологиями были технологии хранения текстов, обработки текстов, информационно-поисковые системы, графические редакторы (векторные и растровые). Объединение этих технологий с системами автоматизированного проектирования привело к созданию геоинформационных технологий. Позднее в ГИТ стали входить и технологии обработки пространственной информации и изображений [3, 5, 8−16].
Геоинформационная система (ГИС) и анализ пространственных данных сформировались как две отдельные области научных исследований, однако последние время они демонстрируют заметное сближение друг к другу, так что сегодня уже можно утверждать, что эти две области включаются в геоинформатику, поддерживая и дополняя друг друга. Развитие геоинформатики — GIScience было предопределено разработками в области ГИС и ГИТ. Исследования в ГИТ продвинули техническую способность обрабатывать пространственно распределённые данные, стимулируя реализацию отражения отношения между тем, что называется «пространственной действительностью», и формированием концептуального представления этой действительности в конечных цифровых формах, то есть в виде исчисляемого количества точек, линий, и областей в двумерном пространстве.
Самая первая геоинформационная система — Канадская Географическая Информационная Система — была разработана, чтобы автоматизировать обработку информации, собранной в форме карты Канадской кадастровой описи. Достаточно похожим образом американское бюро переписи населения создало простую ГИС для обслуживания подготовительного периода переписи 1970 года. Следует заметить, что пространственный анализ и методы обработки геоинформации доминировал в ГИТ с начала их возникновения.
ГИТ выросли также из технологий обработки информации в банках данных и технологий автоматизированного проектирования. Эти технологии были реализованы в программно-технических комплексах EVKLID, AUTOCAD и др. [10, 23].
В США ГИТ впервые стали применять для создания ГИС контроля для сборов налогов с домохозяйств [11, 20]. Это побудило создать новое научное направление в экономике — «пространственная экономика». За рубежом основой в пространственной экономике являются ГИС и ГИТ. В Российских экономических вузах в курсах о пространственной экономике о ГИТ не упоминают, что делает Российскую пространственную экономику аналогом региональной экономики. В России в ГИС включали картографические базы данных (КБД). ГИС содержали и содержат: цифровые модели местности и цифровые модели рельефа местности. Эти технологии использовали для моделирования рельефа поверхности Земли. Эта технология была использована для цифрования фонда топографических карт, был создан цифровой картографический фонд. Позднее этот фонд был передан Роскартографии.
Следующая цель развития ГИТ была визуализация цифровых карт. Визуализированные цифровые карты (электронные карты) использовались для слежения за подвижным транспортом [17] и транспортной инфраструктурой. Одной из новых функций главными целями для ГИТ стали кадастровый учет и экологический мониторинг[25]. Объединение ГИТ с маркетингом привело к созданию геомаркетинговых систем и технологий. ГИТ стали применяться в электронной коммерции и банковых информационных системах (БИС) [1].
Правила преобразования геоинформации в ГИТ самые различные. Они могут быть формализованы и описаны в терминах булевской нормальной формы (БНФ), в виде деревьев, кортежей и структур и реализованы в виде внутренних и внешних языков ГИС.